# L'Oppression
Pistes de Il n'y a plus rien
Richard Il n'y a plus rien
L’Oppression est une chanson symphonique de Léo Ferré créée sur scène en 1972 et publiée en 1973 dans l'album Il n'y a plus rien.
On peut entendre cette chanson dans Prière pour refusniks, un court-métrage français réalisé par Jean-Luc Godard en 2004, dans Le Rapport Darty, un moyen métrage de Godard de 1989 ainsi qu'en ouverture du documentaire Morceaux de conversations avec Jean-Luc Godard d'Alain Fleischer (2007).

## Reprises
- Le chanteur Serge Utgé-Royo en a donné une version personnelle en 2010 dans son album Léo ferré : d'amour et de révolte
- Romain Humeau en 2016[1]